# Maarten van Heeswijk
Maarten Paul van Heeswijk (Den Haag, 13 april 1957) is een Nederlands oud-hockey-international.

## Speler
Van Heeswijk begon zijn hockeycarrière bij HHIJC (Haagsche Hockey en IJshockeyclub)  in Den Haag, de club die in 1974 samen met hockeyclub TOGO het huidige HC Klein Zwitserland oprichtte. Hij kwam van 1977 tot 1980 en van 1981 tot en met 1985 uit voor deze club,  die in die periode 8 landstitels op rij heeft gewonnen en 2 Europacups. Van Heeswijk speelde met spelers als Ties, Hans en Jan Hidde Kruize, Ron en Tim Steens, Maarten van Grimbergen, Tjeerd Borstlap en Joost Claushuis. In het seizoen 1980/1981 speelde hij voor de F.C. Lyon in Frankrijk. In het seizoen 1986/1987 speelde hij voor Li Torè in België
Van Heeswijk kwam 3 jaar uit voor Jong Oranje waarvan twee jaar als captain. In 1979 maakte hij zijn debuut voor het Nederlands Elftal, waarvoor hij 7 x speelde.

## Coach
In 1998 werd hij coach voor de laatste 9 wedstrijden van het eerste damesteam van HC Klein Zwitserland, waarmee hij degradatie wist te voorkomen. Tijdens de Olympische Spelen van 2000 in Sydney was hij team manager van het gouden Olympische herenhockeyteam. Voor het seizoen 2002/2003 was hij coach van het eerste damesteam van HC Klein Zwitserland dat 5de werd in de  hoofdklasse. Voor het seizoen 2007/2008 was hij coach van het eerste herenteam van HC Klein Zwitserland dat, na de degradatie in 2006/2007, direct weer promoveerde naar de hoofdklasse. In de periode 2012-2014 was van Heeswijk team manager bij het Nederlands herenhockeyteam waarmee zilver werd behaald tijdens het Wereldkampioenschap hockey in Den Haag hockey. In 2016 en 2017 begeleidde hij het eerste heren team van de Koninklijke Haagsche Golf Club.

## Ondernemer
Maarten van Heeswijk is eigenaar van een coaching & consultancy bureau, gericht op mens-, team- en organisatieontwikkeling.